# Provincia El Bayadh
Provincia El Bayadh (în arabă ولاية البيض) este o unitate administrativă de gradul I (wilaya) a Algeriei. Reședința sa este orașul El Bayadh.